# Jacques Cœur

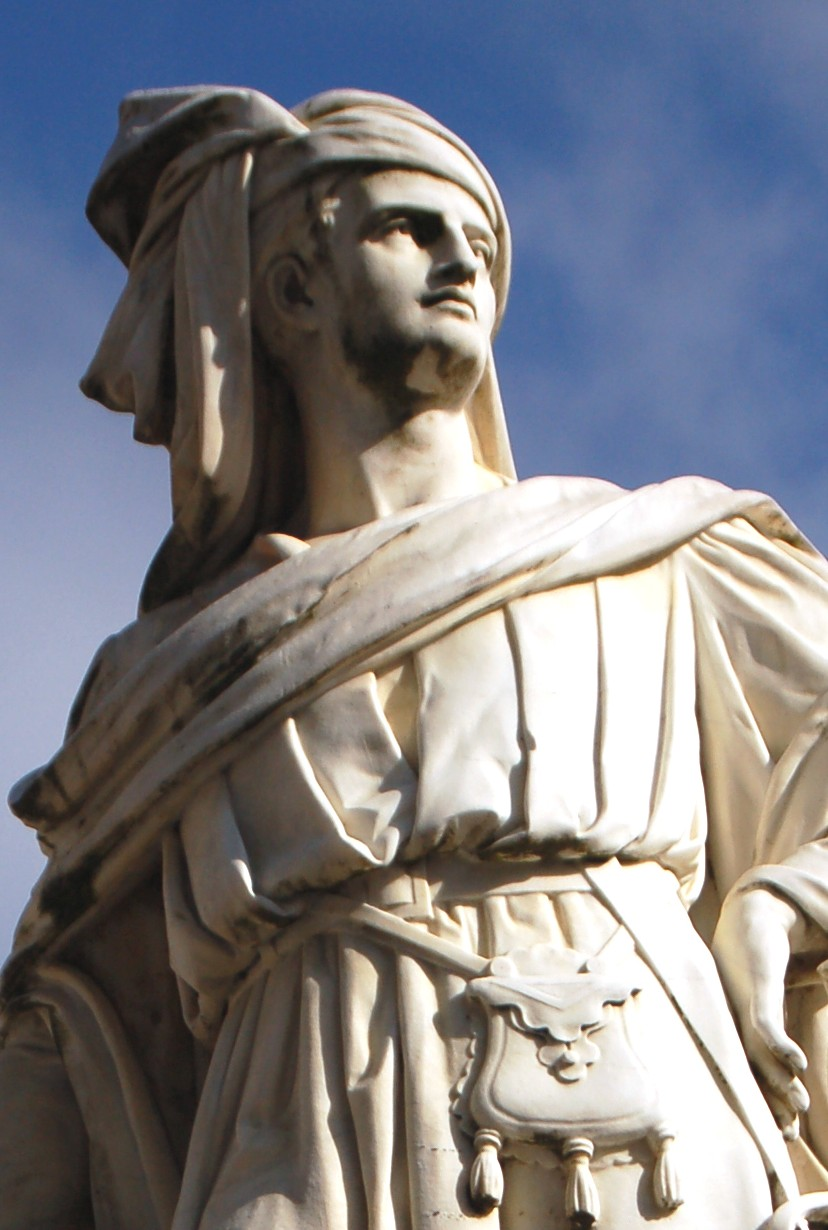
Byst av Jacques Cœur i Bourges.

Jacques Cœur född omkring 1395 i Bourges, huvudstad i hertigdömet Berry, död den 25 november 1456 på ön Chios, besittning tillhörande Republiken Genua, i Egeiska havet, var en fransk köpman och ämbetsman. 
Då Jacques Cœur föddes var Frankrike fortfarande mitt i Hundraåriga kriget, som upphörde mellan 1453 och 1477. Bourges med omnejd hade bevarats som kulturstad tack vare Jean de Berrys insatser under föregående sekel. Den unge Jacques Cœur, son till en körsnär från Bourges tillika hertigens egen pälsmakare, gifte sig som minderårig med Macée de Léodepart, dotter till Jean de Berrys kammartjänare (Jean de Berry var den tredje sonen till Jean II, Frankrikes dåvarande kung). Hans giftermål introducerade honom till Charles VII:s framtida hov, och han blev snabbt en viktig grosshandlare, bland annat med Frankrikes utomeuropeiska områden. Han förvärvade sig på kort tid den mest betydande förmögenheten i hela Europa. Han knöt kommersiella kontakter i Levanten, Spanien, Italien och etablerade kontor i Avignon, Lyon, Limoges, Rouen, Paris och Bruges.

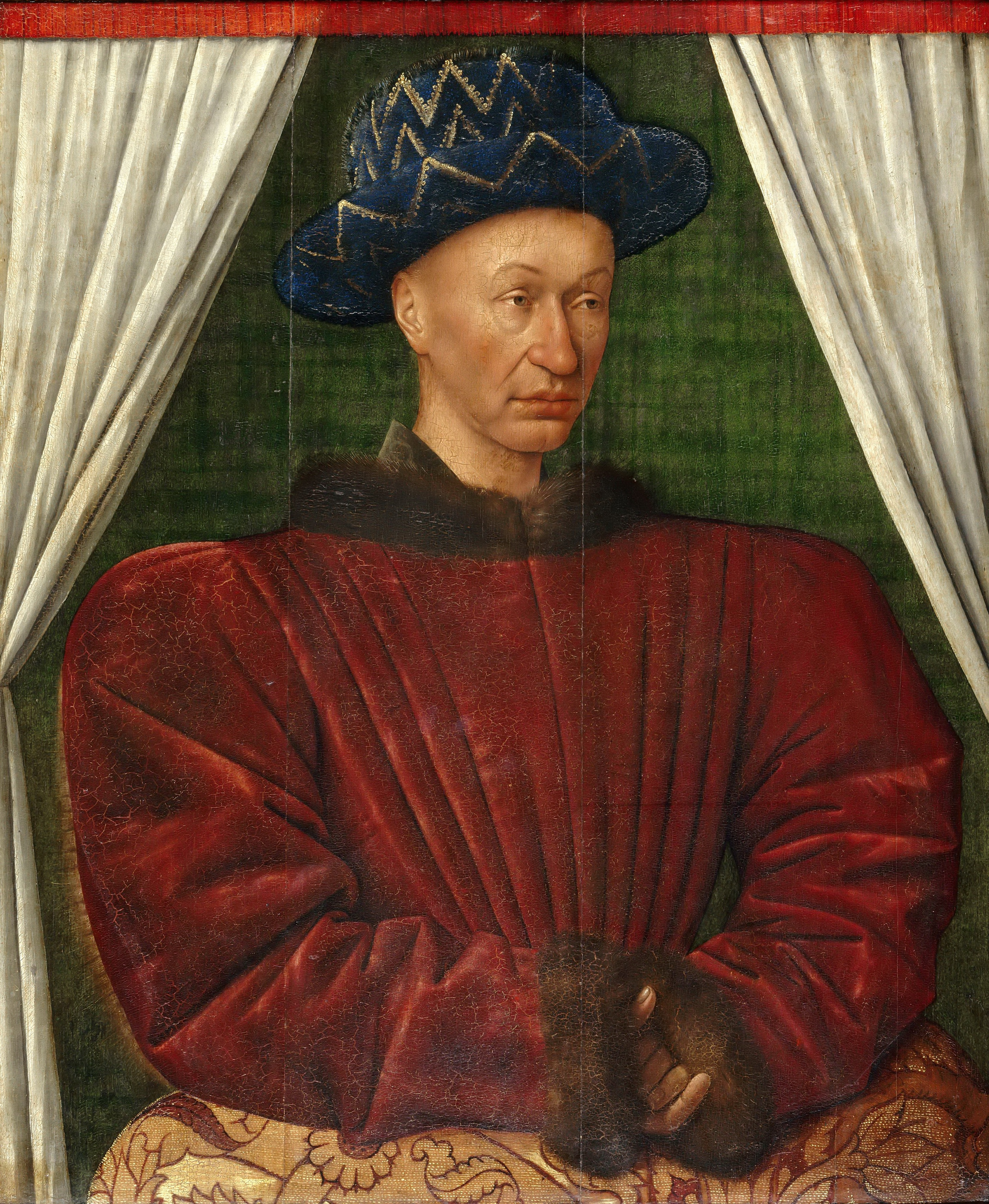
Charles VII, Jean Fouquet, Louvren

Jacques Cœur rörde sig inom ett flertal branscher under sin levnad (banker, byteshandel, gruvindustri, etcetera). Hans skepp seglade över Medelhavet lastade med tyger från Alexandria, mattor från Persien och parfymer från Mellanöstern, eller sidentyger från Florens. Han åkte personligen till Damaskus 1432. Fyra år senare var han pengamästare och år 1439 blev han utsedd till finansminister av Charles VII. Han blev adlad 1440 och medlem i Conseil du Roi (Kungarådet) 1442. Under flera år var han god vän till Agnès Sorel, älskarinna till Charles VII. Han förvärvade en enorm förmögenhet, köpte flera slott, mark och gruvor. Det magnifika stadshus som han lät bygga och dekorera i Bourges hör till de bästa exemplen på den nya arkitekturen under denna epok. Men "le Grand Conseil" och kung Charles VII, beslutade att tillskriva Jacques Cœur majestätsbrott vartefter han blev arresterad och satt fängslad under tortyr i flera år. Hans tillgångar beslagtogs och han flydde i exil.